# Iberia (Missouri)
Iberia è un comune degli Stati Uniti d'America, situato nello Stato del Missouri, nella contea di Miller.